# エゾノミズタデ
エゾノミズタデ（Persicaria amphibia）とは、タデ科イヌタデ属の草本である。

## 概要
日本では北海道、本州(中部以北)に、日本国外では北半球の冷温帯に広く分布する。
日本では生育地が限られる。